# 陳應聘
陳應聘（？年—？年），山東萊州府濰縣人，清朝政治人物。

## 生平
由癸巳進士，道光二十一年八月任四川順慶府岳池縣知縣，道光二十三年十月回任岳池縣知縣，癸卯科調充同考試官。